# Цілком таємно (сезон 7)
Сьомий сезон американського фантастичного телесеріалу «Цілком таємно» стартував 7 листопада 1999 року на телеканалі Fox. Серіал продовжує оповідати історію спеціальних агентів Федерального бюро розслідувань (ФБР) — Фокса Малдера (Девід Духовни) та Дейни Скаллі (Джилліан Андерсон). Головні герої займаються розслідуванням справ, що стосуються паранормальних і загадкових явищ, знані як справи з грифом «X».

## Сюжет
Після подій фіналу шостого сезону Волтер Скіннер і Майкл Крічгау відчайдушно намагаються знайти правду про так званий інопланетний об’єкт. Тим часом Фокс Малдер все ще перебуває в жахітті власної шаленої мозкової діяльності. Дейна Скаллі і Скіннер не знають про подвійність спеціальної агентки ФБР Діани Фоулі — вона працює на Курця. Потім Скаллі вирушає в Африку, щоб розгадати таємниці інопланетних артефактів, знаходячи щось схоже на космічний корабель, похований під берегом біля узбережжя Кот-д'Івуару. Об’єкт може довести, що життя виникло в іншому місці. Зазнавши невдачі, Скаллі повертається з Африки, щоб знову відвідати Малдера у Вашингтоні, округ Колумбія, але замість цього вона дізнається, що він зник. Вона зв'язується з Крічгау і Скіннером, щоб знайти свого партнера. Чоловік-курець привіз Малдера туди, де, здається, зникли всі його проблеми. Фоулі допомагає Скаллі знайти Малдера, що призводить до її смерті від рук курця.
Розслідуючи дивне зникнення молодої дівчини з дому, Малдер стає одержимий кількістю дітей, які зникли за подібних обставин. Скаллі боїться, що він емоційно втягнутий через зникнення його сестри. У той же час йому відкривається, що його мати, Тіна Малдер, покінчила життя самогубством. Потім він намагається довести, що його мати не покінчила з собою життя, але зрештою змушений визнати, що смерть його матері сталася її власною рукою. Чоловік, чий син зник багато років тому, веде його до іншої правди — що його сестра може бути серед душ, захоплених «заходами», рятуючи душі дітей, приречених жити нещасливим життям. Разом вони знаходять докази того, що Саманта була викрадена Чоловіком, який палить сигарети, і була змушена жити на нині покинутій базі армії США. Пізніше з'ясувалося, що Саманта стала "західним" духом.
Малдер і Скаллі розслідують справу, яка повертає їх до Орегону, місця їхньої першої спільної справи. Після серії викрадень інопланетянами Біллі Майлз зв’язується з Малдером і Скаллі. Скаллі захворює під час розслідування та повертається до Вашингтона, округ Колумбія. Курець зв’язується з Марітою Коваррубіас і Алексом Крайчеком, щоб спробувати відновити урядову змову. Оскільки Коваррубіас не бажає допомагати, а Крайчек прагне помститися, вони зв’язуються з Малдером після того, як він відвідає місце аварії прибульців. Скіннер і Малдер повертаються до Орегону, тоді як Скаллі госпіталізовано у Вашингтоні, округ Колумбія. Малдер потрапляє в пастку інопланетного пристрою, і його викрадає мисливець за головами прибульців разом з Майлзом і кількома іншими. Скіннер повертається до Вашингтона, округ Колумбія, де Скаллі повідомляє йому, що вона вагітна, хоча вона не каже йому, що Малдер є батьком.

## У ролях

### Головні ролі
- Девід Духовни — Фокс Малдер
- Джилліан Андерсон — Дейна Скаллі

### Другорядні ролі
- Мітч Піледжі — Волтер Скіннер
- Вільям Брюс Девіс — Курець
- Ніколас Ліа — Алекс Крайчек
- Том Брейдвуд — Мелвін Фрогікі
- Брюс Гарвуд[en] — Джон Фітцджеральд Байєрс
- Дін Гаґлунд[en] — Річард Ленглі
- Ребекка Тулан[en] — Тіна Малдер
- Джон Фінн — Майкл Крітсчгау
- Мімі Роджерс — Даян Фовлі
- Нік Чінланд[en] — Донні Пфастер
- Джеррі Гардін[en] — Бездонна горлянка
- Лорі Голден — Маріта Коваррубіас
- Рой Тінніс[en] — Джеремая Сміт
- Браян Томпсон — Інопланетний мисливець за головами
- Флойд Вестерман — Альберт Гостін

## Епізоди
Епізоди позначені подвійним хрестиком () належать до міфології серіалу.
| № п/п | № в сезоні | Назва                                                                       | Режисер           | Сценарист                                | Оригінальний показ | Оригінальний показ українською | Код    | Рейтинг |
| ----- | ---------- | --------------------------------------------------------------------------- | ----------------- | ---------------------------------------- | ------------------ | ------------------------------ | ------ | ------- |
| 140   | 1          | «The Sixth Extinction » · «Шосте вимирання»                                 | Кім Меннерс       | Кріс Картер                              | 7 листопада 1999   | TBD                            | 7ABX03 | 17.82   |
| 141   | 2          | «The Sixth Extinction II: Amor Fati » · «Шосте вимирання II: Любов до долі» | Майкл Воткінс     | Девід Духовни, Кріс Картер               | 14 листопада 1999  | TBD                            | 7ABX04 | 16.15   |
| 142   | 3          | «Hungry» «Голодний»                                                         | Кім Меннерс       | Вінс Гілліган                            | 21 листопада 1999  | TBD                            | 7ABX01 | 16.17   |
| 143   | 4          | «Millennium» «Міленіум»                                                     | Томас Дж. Райт    | Вінс Гілліган, Френк Спотніц             | 28 листопада 1999  | TBD                            | 7ABX05 | 15.09   |
| 144   | 5          | «Rush» «Натиск»                                                             | Роберт Ліберман   | Девід Аманн                              | 5 грудня 1999      | TBD                            | 7ABX06 | 12.71   |
| 145   | 6          | «The Goldberg Variation» «Варіант Голдберга»                                | Томас Дж. Райт    | Джеффрі Белл                             | 12 грудня 1999     | TBD                            | 7ABX02 | 14.49   |
| 146   | 7          | «Orison» «Орісон»                                                           | Роб Боуман        | Чіп Йоханнессен                          | 9 січня 2000       | TBD                            | 7ABX07 | 15.63   |
| 147   | 8          | «The Amazing Maleeni» «Дивовижний Маліні»                                   | Томас Дж. Райт    | Вінс Гілліган, Джон Шібан, Френк Спотніц | 16 січня 2000      | TBD                            | 7ABX08 | 16.18   |
| 148   | 9          | «Signs and Wonders» «Знамення і дива»                                       | Кім Меннерс       | Джеффрі Белл                             | 23 січня 2000      | TBD                            | 7ABX09 | 13.86   |
| 149   | 10         | «Sein und Zeit » · «Буття і час»                                            | Майкл Воткінс     | Кріс Картер, Френк Спотніц               | 6 лютого 2000      | TBD                            | 7ABX10 | 13.95   |
| 150   | 11         | «Closure » · «Закриття»                                                     | Кім Меннерс       | Кріс Картер, Френк Спотніц               | 13 лютого 2000     | TBD                            | 7ABX11 | 15.35   |
| 151   | 12         | «X-Cops» «Ікс-Копи»                                                         | Майкл Воткінс     | Вінс Гілліган                            | 20 лютого 2000     | TBD                            | 7ABX12 | 16.56   |
| 152   | 13         | «First Person Shooter» «Стрілячка від першої особи»                         | Кріс Картер       | Вільям Гібсон, Том Меддокс               | 27 лютого 2000     | TBD                            | 7ABX13 | 15.31   |
| 153   | 14         | «Theef» «Крадій»                                                            | Кім Меннерс       | Вінс Гілліган, Джон Шібан, Френк Спотніц | 12 березня 2000    | TBD                            | 7ABX14 | 11.91   |
| 154   | 15         | «En Ami » · «Як друг»                                                       | Роб Боуман        | Вільям Б. Девіс                          | 19 березня 2000    | TBD                            | 7ABX15 | 11.99   |
| 155   | 16         | «Chimera» «Химера»                                                          | Кліфф Боле        | Девід Аманн                              | 2 квітня 2000      | TBD                            | 7ABX16 | 12.89   |
| 156   | 17         | «all things» «Всі речі»                                                     | Джилліан Андерсон | Джилліан Андерсон                        | 9 квітня 2000      | TBD                            | 7ABX17 | 12.18   |
| 157   | 18         | «Brand X» «Марка "Ікс"»                                                     | Кім Меннерс       | Стевен Маеда, Грег Волкер                | 16 квітня 2000     | TBD                            | 7ABX19 | 10.81   |
| 158   | 19         | «Hollywood A.D.» «Голлівуд, н. е.»                                          | Девід Духовни     | Девід Духовни                            | 30 квітня 2000     | TBD                            | 7ABX18 | 12.88   |
| 159   | 20         | «Fight Club» «Бійцівський клуб»                                             | Пол Шапіро        | Кріс Картер                              | 7 травня 2000      | TBD                            | 7ABX20 | 11.70   |
| 160   | 21         | «Je Souhaite» «Я бажаю»                                                     | Вінс Гілліган     | Вінс Гілліган                            | 14 травня 2000     | TBD                            | 7ABX21 | 12.79   |
| 161   | 22         | «Requiem » · «Реквієм»                                                      | Кім Меннерс       | Кріс Картер                              | 21 травня 2000     | TBD                            | 7ABX22 | 15.26   |

## Прийом

### Нагороди та номінації
| Рік  | Нагорода                     | Категорія                                     | Номінація                              | Результат |
| ---- | ---------------------------- | --------------------------------------------- | -------------------------------------- | --------- |
| 2000 | «Прайм-тайм премія „Еммі“»   | Найкращий грим у серіалі                      | «Крадій»                               | Перемога  |
| 2000 | «Прайм-тайм премія „Еммі“»   | Найкращі візуальні спецефекти                 | «Натиск»                               | Номінація |
| 2000 | «Прайм-тайм премія „Еммі“»   | Найкращі візуальні спецефекти                 | «Стрілячка від першої особи»           | Перемога  |
| 2000 | «Прайм-тайм премія „Еммі“»   | Найкраща робота зі звуком                     | «Стрілячка від першої особи»           | Номінація |
| 2000 | «Прайм-тайм премія „Еммі“»   | Найкраще зведення звуку                       | «Стрілячка від першої особи»           | Перемога  |
| 2000 | «Прайм-тайм премія „Еммі“»   | Найкраща музична композиція в серіалі         | Марк Сноу за епізод «Крадій»           | Номінація |
| 2000 | «Премія Гільдії кіноакторів» | Найкраща чоловіча роль у драматичному серіалі | Девід Духовни за роль Фокса Малдера    | Номінація |
| 2000 | «Премія Гільдії кіноакторів» | Найкраща жіноча роль у драматичному серіалі   | Джилліан Андерсон за роль Дейни Скаллі | Номінація |
| 2000 | «Сатурн»                     | Найкращий ефірний телесеріал                  | «Цілком таємно»                        | Номінація |
| 2000 | «Сатурн»                     | Найкраща акторка на телебаченні               | Джилліан Андерсон за роль Дейни Скаллі | Номінація |
| 2001 | «Супутник»                   | Найкраща акторка драматичного серіалу         | Джилліан Андерсон за роль Дейни Скаллі | Номінація |

## Реліз на DVD
| The X-Files — The Complete Seventh Season                                                                                  | | | | | | | |
| Деталі | Деталі | Деталі | Деталі | Особливості | Особливості | Особливості | Особливості |
| - 22 епізоди - 7 дисків - 1.78:1 співвідношення сторін - Субтитри: англійська, іспанська - Англійська (Dolby 2.0 Surround) | - 22 епізоди - 7 дисків - 1.78:1 співвідношення сторін - Субтитри: англійська, іспанська - Англійська (Dolby 2.0 Surround) | - 22 епізоди - 7 дисків - 1.78:1 співвідношення сторін - Субтитри: англійська, іспанська - Англійська (Dolby 2.0 Surround) | - 22 епізоди - 7 дисків - 1.78:1 співвідношення сторін - Субтитри: англійська, іспанська - Англійська (Dolby 2.0 Surround) | - Документальний фільм «Правда про сьомий сезон» - Аудіо-коментарі (Dolby Digital 2.0 Stereo): - «Стрілячка від першої особи» — Кріс Картер - «Всі речі» — Джилліан Андерсон - «Я бажаю» — Вінс Гілліган - 13 кліпів спецефектів - 10 видалених сцен - Профілі персонажів - 22 телевізійних рекламних ролики - DVD-ROM гра | - Документальний фільм «Правда про сьомий сезон» - Аудіо-коментарі (Dolby Digital 2.0 Stereo): - «Стрілячка від першої особи» — Кріс Картер - «Всі речі» — Джилліан Андерсон - «Я бажаю» — Вінс Гілліган - 13 кліпів спецефектів - 10 видалених сцен - Профілі персонажів - 22 телевізійних рекламних ролики - DVD-ROM гра | - Документальний фільм «Правда про сьомий сезон» - Аудіо-коментарі (Dolby Digital 2.0 Stereo): - «Стрілячка від першої особи» — Кріс Картер - «Всі речі» — Джилліан Андерсон - «Я бажаю» — Вінс Гілліган - 13 кліпів спецефектів - 10 видалених сцен - Профілі персонажів - 22 телевізійних рекламних ролики - DVD-ROM гра | - Документальний фільм «Правда про сьомий сезон» - Аудіо-коментарі (Dolby Digital 2.0 Stereo): - «Стрілячка від першої особи» — Кріс Картер - «Всі речі» — Джилліан Андерсон - «Я бажаю» — Вінс Гілліган - 13 кліпів спецефектів - 10 видалених сцен - Профілі персонажів - 22 телевізійних рекламних ролики - DVD-ROM гра |
| Дати виходу | | | | | | | |
| Регіон 1 | Регіон 1 | Регіон 2 | Регіон 2 | Регіон 4 | Регіон 4 | | |
| 13 травня 2003 | 13 травня 2003 | 22 вересня 2003 | 22 вересня 2003 | 20 жовтня 2003 | 20 жовтня 2003 | | |